# Loeches
Loeches es un municipio y una localidad española, ubicada en la Comunidad de Madrid. Cuenta con una población de 8944 habitantes (INE 2022) y pertenece al partido judicial de Arganda del Rey. Se encuentra al este de la provincia, entre Alcalá de Henares y Arganda del Rey.
El municipio limita con San Fernando de Henares al norte, con Mejorada del Campo y Velilla de San Antonio al oeste, al sur con Campo Real y Arganda del Rey y al este con Torres de la Alameda y Pozuelo del Rey.

## Historia

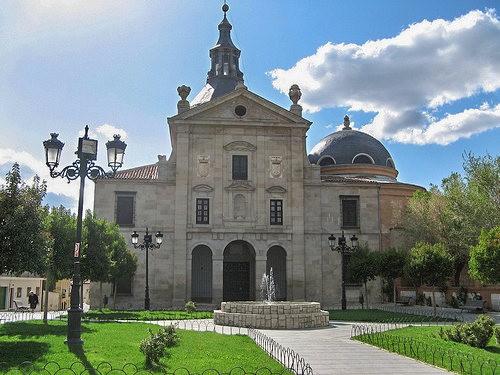
Monasterio de la Inmaculada Concepción.

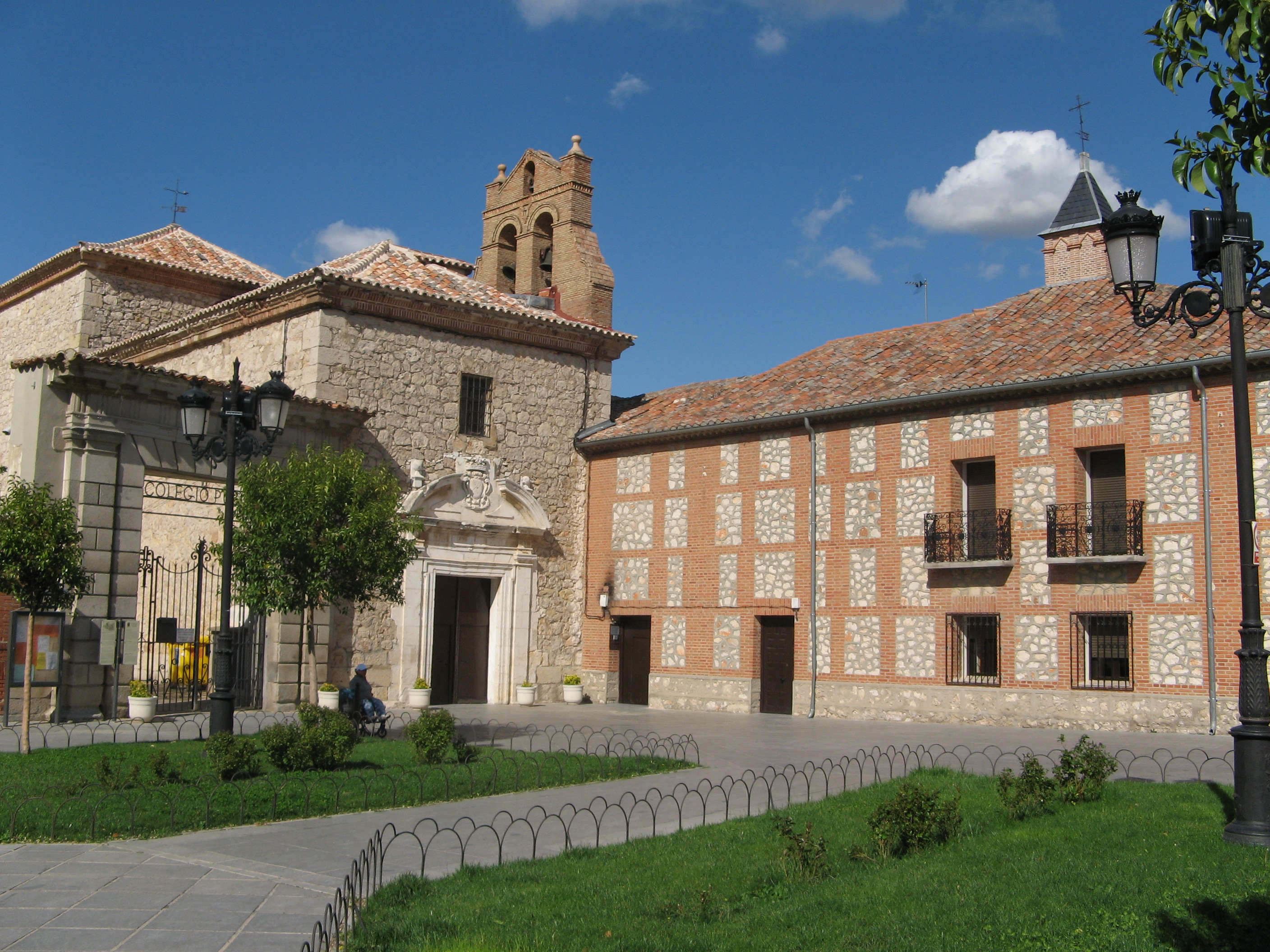
Convento de San Ignacio Mártir.

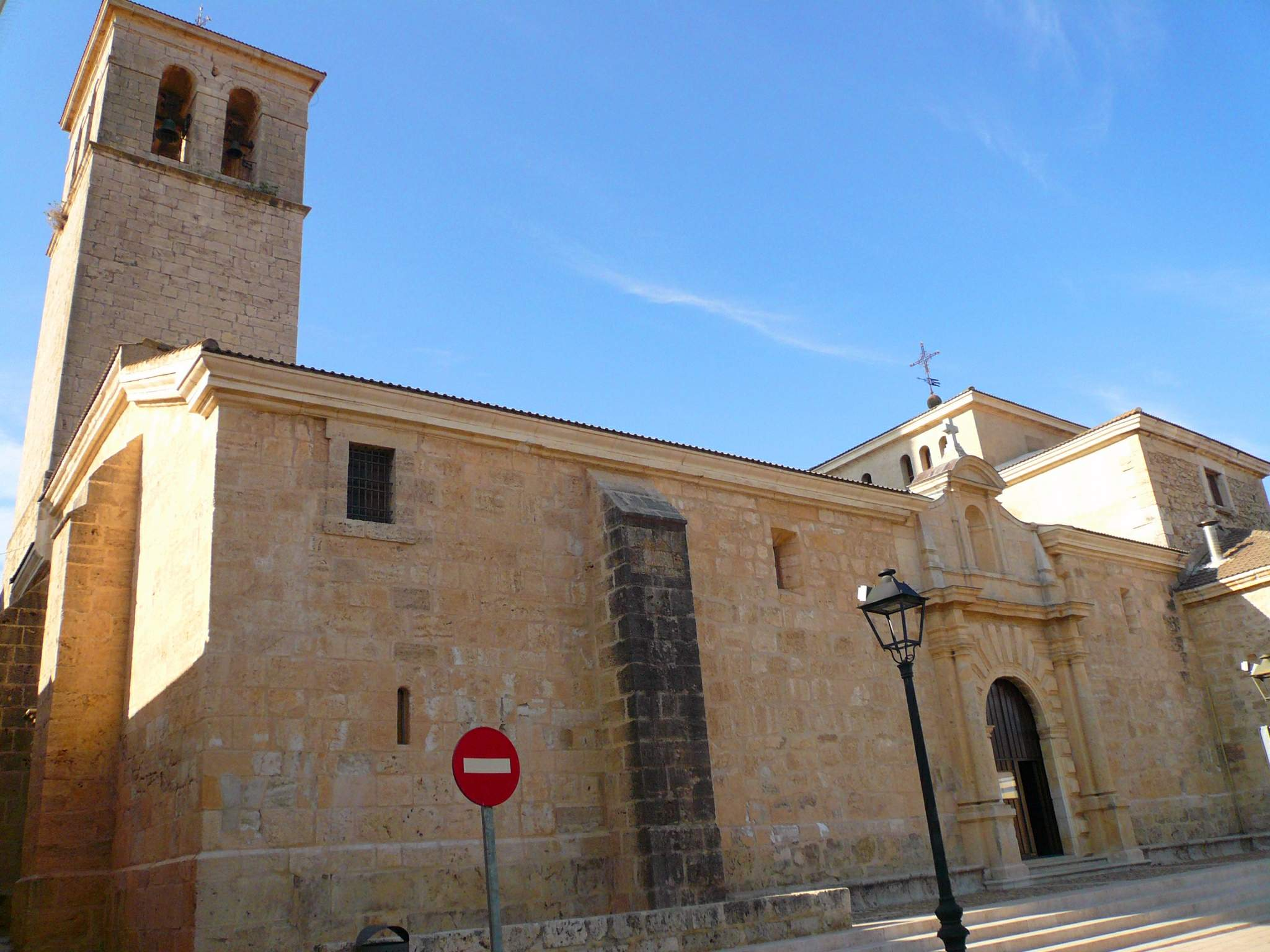
Iglesia parroquial de Nuestra Señora de la Asunción.

Existen datos de ella desde el siglo XII, y su nombre es, según Madoz, de origen vasco, debido a los efectos de la repoblación con pastores vascones durante la reconquista. El nombre en euskera sería compuesto y vendría de las palabras vascas "lo" (dormir) y "etxe" (casa).
Entre el 25 de marzo de 1190 y 1214, formaría parte del Sexmo de Tajuña, perteneciente a la Comunidad de Ciudad y Tierra de Segovia, en 1214 pasaría a la silla del Arzobispado de Toledo,en manos del arzobispo Rodrigo Jiménez de Rada quién lo incorporaría a su vez al Alfoz Complutense. Fue una de las veinticinco villas que componían dicho alfoz, por lo que su legislación dependía directamente del fuero de Alcalá.
Recibió el título de villa en 1555, por parte de Carlos I. Felipe II la vendió, junto a otras villas pertenecientes al Arzobispado de Toledo, para sufragar los gastos del Estado con bula del papa, y el comprador fue el genovés Baltasar Catanno. Este a su vez vendió el señorío a la familia Cárdenas-Avellaneda.
La familia Cárdenas fundó allí el Convento de Carmelitas de San Ignacio Mártir en 1596, y allí permanecen inhumados. Íñigo de Cárdenas fue fundador también del monasterio de las Comendadoras de Santiago el mayor de Madrid. Su hijo fue embajador de España en Venecia y Francia. En este monasterio se educaría la hija de Felipe IV, la infanta María Teresa, cuyo nombre hace referencia a la Santa Carmelitana por intercesión de las monjas de Loeches. 
Al morir los Cárdenas, el conde-duque de Olivares compró el señorío en 1633. Pretendió hacerse con el patronazgo del monasterio de carmelitas pero no lo consiguió. Por ello encargó a Alonso Carbonel (arquitecto del Palacio del Buen Retiro), la obra de un nuevo monasterio, el Monasterio de la Inmaculada Concepción, frente al anterior, muy similar al Real de la Encarnación de Madrid, y un modesto palacio del cual ya solo se conserva su puerta. 
En 1643 el conde-duque de Olivares cesó como primer ministro de Felipe IV y fue desterrado a Loeches, proyectando convertir sus montes en un gran coto de caza, pero la oposición de los agricultores se lo impidió. En 1645, el conde-duque dejó Loeches al ser desterrado a Toro, en Zamora, pues sus enemigos querían alejarlo aún más de la corte. Ese verano murió y fue llevado nuevamente al monasterio de Loeches donde permanece enterrado hoy día. 
Durante la guerra los monasterios sufrieron muchas pérdidas. 
En 1965 se rodó en la localidad la película de Pedro lazaga "La ciudad no es para mí" con Paco Martínez Soria. Representaba el ficticio pueblo de Calacierva en Zaragoza. 
Actualmente cuenta con industria y algo de agricultura, principalmente el trigo y otros cereales.

## Demografía
Cuenta con una población de 9200 habitantes (INE 2024).
| Gráfica de evolución demográfica de Loeches entre 1842 y 2021                                                         |
| |
| Población de derecho según los censos de población del INE. Población de hecho según los censos de población del INE. |

## Transportes
Loeches cuenta con cinco líneas de autobús, dos de ellas (una nocturna), que conectan con Madrid y las otras tres líneas unen al municipio con otros de la zona. Estas líneas son:
| Línea | Recorrido                                                                                     |
| ----- | --------------------------------------------------------------------------------------------- |
| 261   | Madrid (Avenida de América) – Nuevo Baztán - Villar del Olmo                                  |
| 280   | Coslada (Estación FFCC) - Hospital del Henares - Loeches                                      |
| 284   | Madrid (Avenida de América) – Velilla de San Antonio - Loeches                                |
| 320   | Arganda del Rey - Alcalá de Henares                                                           |
| N203  | Madrid (Ciudad Lineal) – Coslada - San Fernando de Henares - Velilla de San Antonio / Loeches |

## Deportes
Cuenta con instalaciones deportivas divididas en dos zonas:
- Complejo deportivo "Cruz de Piedra" con campo de fútbol, cancha de baloncesto, 2 pistas de tenis y 7 de pádel.
- Complejo deportivo "José Rodríguez" con piscinas exteriores, cancha de fútbol-sala al aire libre, pabellón cubierto y gimnasio municipal.

## Educación
En Loeches hay una escuela infantil pública (El Columpio), también se cuenta con una Casa de Niños (Federico García Lorca) que recogen alumnos hasta los tres años de edad, y tres colegios públicos de Educación Infantil y Primaria (Conde Duque de Olivares, Duque de Alba y Charles Dickens) que albergan alumnos desde los tres años hasta los doce. También se puede cursar la ESO en el IES Marie Curie. Por último, también existe un colegio privado en el que se imparten desde los primeros cursos de infantil hasta los preuniversitarios (Montfort).